# Phare de Punta Gorda
Le phare du cap Mendocino est un phare qui est situé à 19 km au sud du cap Mendocino dans Comté de Humboldt (État de la Californie), aux États-Unis. Il a été désactivé en 1951.
Ce phare est géré par le Bureau of Land Management. Il est inscrit au Registre national des lieux historiques depuis le 1er septembre 1976.

## Histoire
Le phare de Punta Gorda a été construit en 1911 et a été mis en service en 1912. Après la Seconde Guerre mondiale, il a été décidé qu'étant donné son éloignement, il devenait trop coûteux à entretenir. L'accès se faisait par cheval, et par beau temps, un chariot tiré par des chevaux. Le phare de Punta Gorda était connu sous le nom d '«Alcatraz des phares» en raison de son éloignement et de son accès difficile.
Une bouée lumineuse a été placée au large pour le remplacer. Sa lentille de Fresnel du quatrième ordre a été enlevée, et la station de signalisation maritime a été fermée et désactivée en 1951.

## Description
Le phare de Punta Gorda se composait à l'origine d'un terrain de 89,000 m2 sur lequel se trouvaient trois habitations, un petit phare en béton de deux étages, un bâtiment à carburant, un bâtiment en bois contenant le signal de brouillard, un atelier de forgeron, trois hangars et une grange. En 1951, tous les bâtiments ont été fermés et le personnel a été transféré. La propriété a été transférée au Bureau of Land Management. À la fin des années 1960, des hippies se sont installés dans les résidences des gardiens et les ont améliorées. Les autorités locales ont expulsé ces personnes et le Bureau of Land Management a brûlé tous les bâtiments sauf le phare et le bâtiment à carburant. Il a été restauré en 1989 par un groupe de volontaires locaux.
Identifiant : ARLHS : USA-679 .

### Lien connexe
- Liste des phares de la Californie